# Primeros encuentros
Primeros encuentros (2002), es una colección de pequeños relatos escritas por Orson Scott Card, dentro de la saga de Ender. La edición de 2003 publicada por Tor Books (renombrada como Primeros Encuentros en el Universo de la Saga de Ender), también incluye la historía «Maestro de plagas», acerca del primer encuentro entre los padres de Ender.

## Lista de relatos
Los relatos contenidos en este libro son:
- «El chico polaco» («The Polish Boy», 2002)
- «Maestro de plagas» («Teacher's Pest», 2003)
- «El juego de Ender» («Ender's Game», 1977)
- «Consejera de inversiones» («Investment Counselor», 1999)